# Brigitte Kingsley
Brigitte „Bridge“ Kingsley Cymek (* 12. April 1976 in Sudbury, Ontario) ist eine kanadische Schauspielerin, Filmproduzentin und Drehbuchautorin.

## Leben
Kingsley wurde am 12. April 1976 in Greater Sudbury als Tochter von Diane und Denis Kingsley geboren. Sie hat eine Schwester. 1999 lernte sie den Filmschaffenden Andrew Cymek kennen. Seit 2005 ist sie mit ihm verheiratet.
Mitte der 1990er Jahre erhielt Kingsley erste Schauspielrollen. Eine erste größere Rolle erhielt sie 2003 im Horrorfilm Three Shades of Black als Sara Heart. 2006 wirkte sie in sechs Episoden der Fernsehserie Screwed Over mit. Sie fungierte die fiktive Rolle der Summer Vale 2007 im Film Dark Rising: Bring Your Battle Axe sowie der Fortsetzung aus dem Jahr 2011 Dark Rising 2: Summer Strikes Back!. Im selben Jahr wirkte sie in derselben Rolle in 12 Episoden der Fernsehserie Dark Rising: The Savage Tales of Summer Vale mit. 2011 war sie außerdem in der kleineren Rolle der Fiona Kordic im Film Gangsters zu sehen. 2014 verkörperte sie in der Fernsehserie Dark Rising: Warrior of Worlds erneut die Rolle der Summer Vale.
In den folgenden Jahren erhielt sie größere Rollen in verschiedenen kanadischen Fernsehfilmproduktionen. 2022 fungierte sie im Fernsehfilm The Art of Christmas als Schauspielerin, Filmproduzentin und Drehbuchautorin. Im selben Jahr war sie in der freizügigen Hauptrolle der Hunter Hazelton im Film Astonishing Tales of Terror: Rocktapussy! zu sehen. 2024 übernahm sie im Katastrophenfernsehfilm Super Icyclone die Hauptrolle der Jill Sanders und war ebenfalls für die Filmproduktion verantwortlich.
Seit 2005 tritt Kingsley zusätzlich als Filmproduzentin in Erscheinung. Seit den 2010er Jahren überwiegend als Produzentin von Fernsehfilmen verschiedener Filmgenres, überwiegend Liebes- oder Weihnachtsfilme. 

## Filmografie (Auswahl)

### Schauspiel
- 1995: Game Nation (Fernsehserie, Episode 1x01)
- 1996: PSI Factor – Es geschieht jeden Tag (PSI Factor – Chronicles of the Paranormal, Fernsehserie, Episode 1x08)
- 1999: Student Bodies (Fernsehserie, Episode 2x24)
- 2000: Frequency
- 2000: The Chippendales Murder (Fernsehfilm)
- 2003: The Engagement Party (Kurzfilm)
- 2003: Three Shades of Black
- 2005: The Eleventh Hour (Fernsehserie, Episode 3x08)
- 2005: Deine, meine, unsere Kinder (I Do, They Don't, Fernsehfilm)
- 2005: The Pretender (Kurzfilm)
- 2006: Screwed Over (Fernsehserie, 6 Episoden)
- 2007: Dark Rising: Bring Your Battle Axe
- 2010: Kids in the Hall: Death Comes to Town (Miniserie, Episode 1x01)
- 2010: Medium Raw: Night of the Wolf (Fernsehfilm)
- 2011: Dark Rising: The Savage Tales of Summer Vale (Fernsehserie, 12 Episoden)
- 2011: Dark Rising 2: Summer Strikes Back!
- 2011: Gangsters (Edwin Boyd: Citizen Gangster)
- 2011: One Wish
- 2012: Transporter: Die Serie (Transporter: The Series, Fernsehserie, Episode 1x05)
- 2014: Dark Rising: Warrior of Worlds (Fernsehserie, 5 Episoden)
- 2015: A Wish Come True (Fernsehfilm)
- 2015: Night Cries
- 2016: A Puppy for Christmas (Fernsehfilm)
- 2017: Hard Rock Medical (Fernsehserie, 3 Episoden)
- 2017: A Very Country Christmas (Fernsehfilm)
- 2018: A Deadly View
- 2018: Christmas with a View (Fernsehfilm)
- 2019: From Friend to Fiancé (Fernsehfilm)
- 2019: Cardinal (Fernsehserie, Episode 3x06)
- 2019: Making a Deal with the Devil
- 2019: Home for Harvest (Fernsehfilm)
- 2021: COFOH Live and Undead (Fernsehserie, Episode 3x07)
- 2021: Die Hochzeit meiner Chefin (My Boss’ Wedding, Fernsehfilm)
- 2022: Astonishing Tales of Terror: Rocktapussy!
- 2022: Sappy Holiday (Fernsehfilm)
- 2022: The Art of Christmas (Fernsehfilm)
- 2023: Our Christmas Wedding (Fernsehfilm)
- 2024: Super Icyclone (Fernsehfilm)
- 2024: A Novel Christmas (Fernsehfilm)

### Produktion
- 2005: The Pretender (Kurzfilm)
- 2007: Dark Rising: Bring Your Battle Axe
- 2010: Medium Raw: Night of the Wolf (Fernsehfilm)
- 2011: Dark Rising: The Savage Tales of Summer Vale (Fernsehserie, 12 Episoden)
- 2011: Dark Rising 2: Summer Strikes Back!
- 2011: One Wish
- 2012: Two Hands to Mouth
- 2014: Dark Rising: Warrior of Worlds (Fernsehserie, 5 Episoden)
- 2014: The Door
- 2015: Night Cries
- 2016: One Drop
- 2016: Country Crush
- 2016: Thresher (Kurzfilm)
- 2017: The Man in the Shadows
- 2018: Autumn Stables (Fernsehfilm)
- 2018: A Deadly View
- 2018: My Perfect Romance (Fernsehfilm)
- 2019: From Friend to Fiancé (Fernsehfilm)
- 2019: Home for Harvest (Fernsehfilm)
- 2019: A Very Corgi Christmas (Fernsehfilm)
- 2019: Mistletoe Magic (Fernsehfilm)
- 2020: Christmas by Chance (Fernsehfilm)
- 2021: Die Hochzeit meiner Chefin (My Boss’ Wedding, Fernsehfilm)
- 2021: UnPerfect Christmas Wish (Fernsehfilm)
- 2022: Picture Perfect Romance (Fernsehfilm)
- 2022: Astonishing Tales of Terror: Rocktapussy!
- 2022: The Day Lacey Called
- 2022: Sappy Holiday (Fernsehfilm)
- 2022: The Art of Christmas (Fernsehfilm)
- 2023: Our Christmas Wedding (Fernsehfilm)
- 2024: Super Icyclone (Fernsehfilm)

### Drehbuch
- 2019: A Very Corgi Christmas (Fernsehfilm)
- 2020: Christmas by Chance (Fernsehfilm)
- 2021: UnPerfect Christmas Wish (Fernsehfilm)
- 2022: Picture Perfect Romance (Fernsehfilm)
- 2022: The Art of Christmas (Fernsehfilm)
- 2024: Super Icyclone (Fernsehfilm)